# Vriesea cacuminis
Vriesea cacuminis är en gräsväxtart som beskrevs av Lyman Bradford Smith. Vriesea cacuminis ingår i släktet Vriesea och familjen Bromeliaceae. Inga underarter finns listade i Catalogue of Life.